# Schloss Hopferau

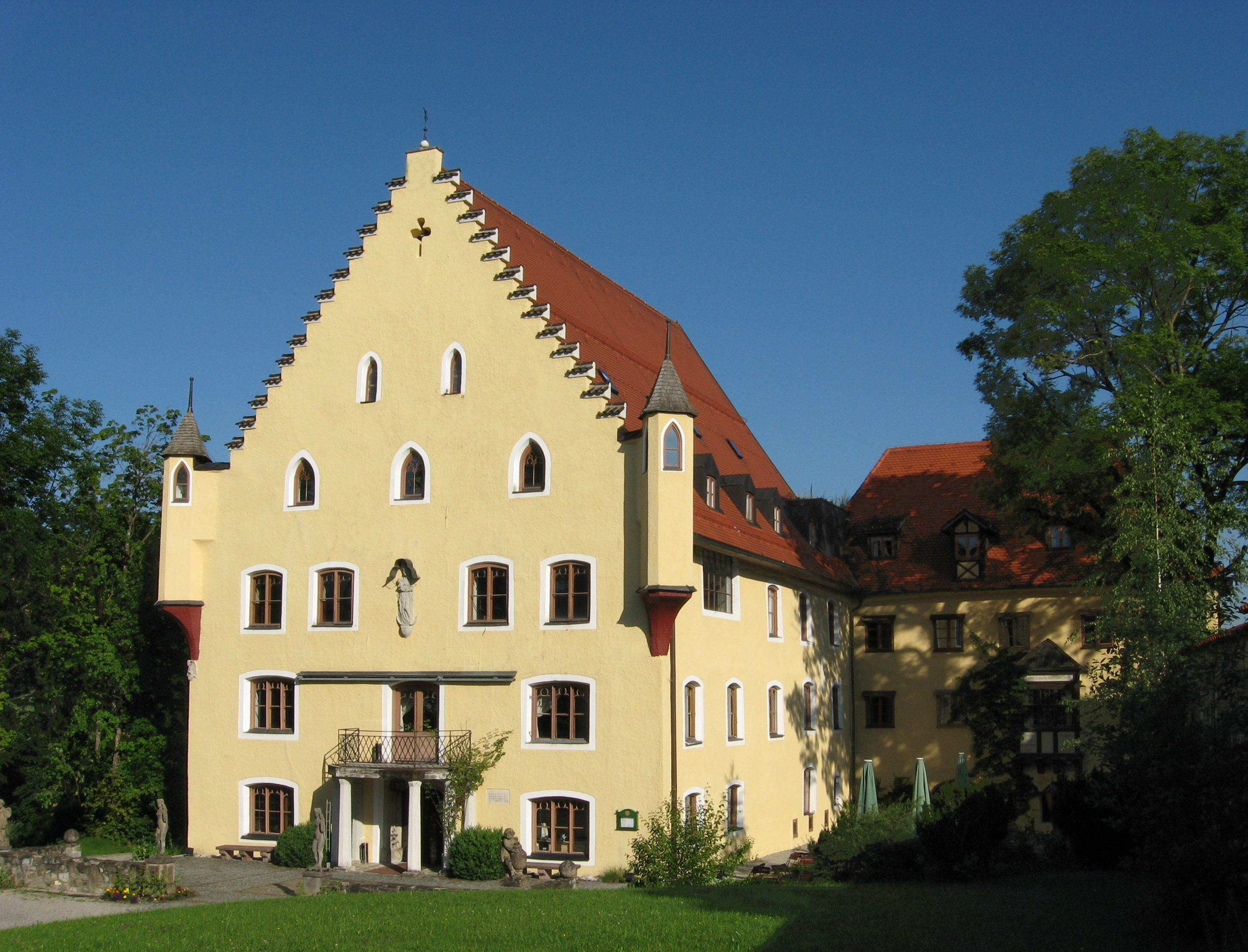
Schloss Hopferau

Schloss Hopferau ist ein dreigeschossiger Satteldachbau mit einem dreigeschossigen Anbau mit Walmdach im Stil der Neugotik. Es liegt im Ferienort Hopferau im Landkreis Ostallgäu.

## Geschichte
Die Ursprünge reichen bis in das Jahr 1468 zurück, als Ritter Sigmund von Freyberg zu Eisenberg das Gebäude erbauen ließ. Das dreigeschossige Wohnhaus war Zentrum einer kleinen neuen Herrschaft, die durch Erbteilung entstand. 1504 erhielt das Schloss eine Kapelle. Diese fungiert heute als Dorfkirche.
Von 1830 bis 1840 wurde das Schloss umgebaut. Es wurde an der Ostfront um einen Flügel erweitert und erhielt eine neugotische Fassade. Bauherr war Domenico Quaglio. 1838 kam das Schloss erstmals in Privatbesitz: die Schwestern Albertine und Pauline von Freyberg-Eisenberg zu Wellendingen verkauften das Gebäude an den Postexpediteur Michael Kolb. Bereits ein Jahr später ging es an den Freiherrn von Ponickau, dessen Nachkommen es bis 1910 besaßen.
Im Folgenden wechselten mehrmals die Besitzer, bis das Areal 1999 an die Kultur-Stiftung Füssen e. V. überging, um dessen langfristigen Erhalt zu sichern. 2011 kaufte Bernd Rath das Schloss für die Fa. BERA GmbH mit Sitz Schwäbisch Hall. Im Februar 2025 wechselte das Schloss in den Besitz von Manfred Rietzler, Inhaber des Festspielhauses in Füssen.
Heute beherbergt das von einem ummauerten Park umgebene Schloss ein Restaurant und ein Tagungs- und Veranstaltungszentrum. Die sogenannten Treppenhauskonzerte für Freunde der klassischen Musik erfreuen sich inzwischen großer Beliebtheit, weit über den Landkreis Ostallgäu hinaus.
Nach dem Zweiten Weltkrieg nahm Konrad Zuse im Mehllager die Z4 in Betrieb. Heute noch erinnert der Zusesaal, ein Tagungsraum im Schloss, an diese Begebenheit.